# Георги Терзиев
Георги Илков Терзиев (роден на 18 април 1992 г. в Сливен) е български футболист, централен защитник, национал на България, състезател на Лудогорец (Разград).

## Кариера

### „Нафтекс“
Георги Терзиев започва своята футболна кариера в родния си град в школата на Сливен 2000 (Сливен) и по-късно се премества в школата на Нафтекс (Бургас). Той прави своя дебют за първия отбор на 15-годишна възраст, през сезон 2007 – 2008 в мач срещу Хасково на 8 март 2008 г. Записва 9 мача. През април 2008 г. Нюкасъл Юнайтед проявява интерес към него. На 3 април Терзиев е поканен на пробен период в Нюкасъл.

### „Черноморец“
През 2009 г. Терзиев подписва пет годишен договор с Черноморец (Бургас). На 29 август 2009 г., той прави своя дебют за отбора при победата с 3:0 срещу Спортист (Своге).

### „Лудогорец“
На 12 август 2013 г. е привлечен в Лудогорец (Разград). Отбелязва първия си гол за „Лудогорец“ в официален мач на 26 ноември 2014 г. в среща от груповата фаза на Шампионската лига „Лудогорец“-„ФК Ливърпул“ 2 – 2, като изравнява резултата до 2 – 2 в 88-а минута. Дебютира за „Лудогорец-2" в Б ПФГ на 20 септември 2015 г. в срещата „Лудогорец" – ФК Созопол 3 – 2. Отбелязва първия си гол за „Лудогорец“ в мач от А ПФГ на 27 ноември 2015 г. в срещата „Лудогорец“ – „Берое“ 5 – 0. На 15 февруари 2017 г. е преотстъпен до края на сезона на хърватския Хайдук (Сплит). Отбелязва първия си гол за „Лудогорец 2“ в мач от Втора ПЛ на 7 май 2018 г. в срещата „Лудогорец 2“-„Оборище“ 3 – 0.

### Национален отбор
На 7 октомври 2011 г., Терзиев прави дебют за България при загубата с 0:3 срещу Украйна в контролен мач.

## Статистика по сезони[9]
| Сезон    | Отбор           | Първенство | Мачове | Голове |
| -------- | --------------- | ---------- | ------ | ------ |
| 2008/пр. | Нафтекс (Бс)    | Б група    | 9      | 0      |
| 2009/10  | Черноморец (Бс) | А група    | 13     | 0      |
| 2010/11  | Черноморец (Бс) | А група    | 10     | 0      |
| 2011/12  | Черноморец (Бс) | А група    | 21     | 1      |
| 2012/13  | Черноморец (Бс) | А група    | 26     | 0      |
| 2013/14  | Черноморец (Бс) | А група    | 3      | 0      |
| 2013/14  | Лудогорец (Рз)  | А група    | 19     | 0      |

## Успехи

### „Лудогорец“
- Шампион на A ПФГ (12): 2013/14, 2014/15, 2015/16, 2016/17, 2017/18, 2018/19, 2019/20, 2020/21, 2021/22, 2022/23, 2023/24, 2024/25
- Носител на купата на България: 2013/14
- Носител на суперкупата на България:2014, 2018